# Skogskärrsfältmätare
Skogskärrsfältmätare, Lampropteryx otregiata, är en fjärilsart som först beskrevs av John William Metcalfe 1917. Skogskärrsfältmätare ingår i släktet Lampropteryx, och familjen mätare, Geometridae. Enligt den svenska rödlistan, är arten nära hotad i Sverige och enligt den finska rödlistan är arten livskraftig, LC, i Finland. I Sverige förekommer arten sällsynt från Skåne till Norrbotten men saknas på Öland och Gotland. I Finland förekommer arten upp till södra Lappland men saknas helt längst i norr. Artens larvutveckling sker på vattenmåra, förpuppning sker i marken.

## Bildgalleri

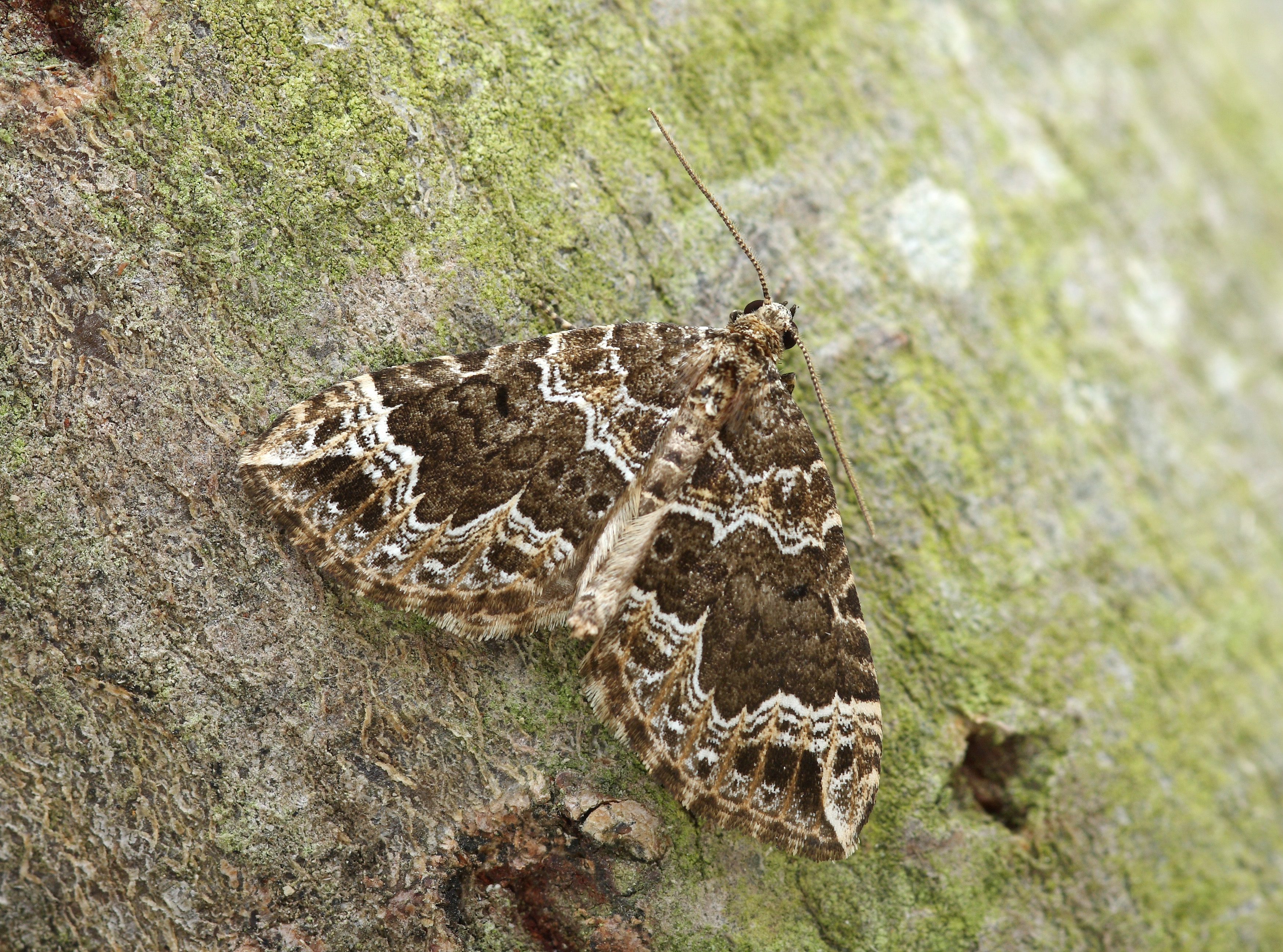
Imago fjäril
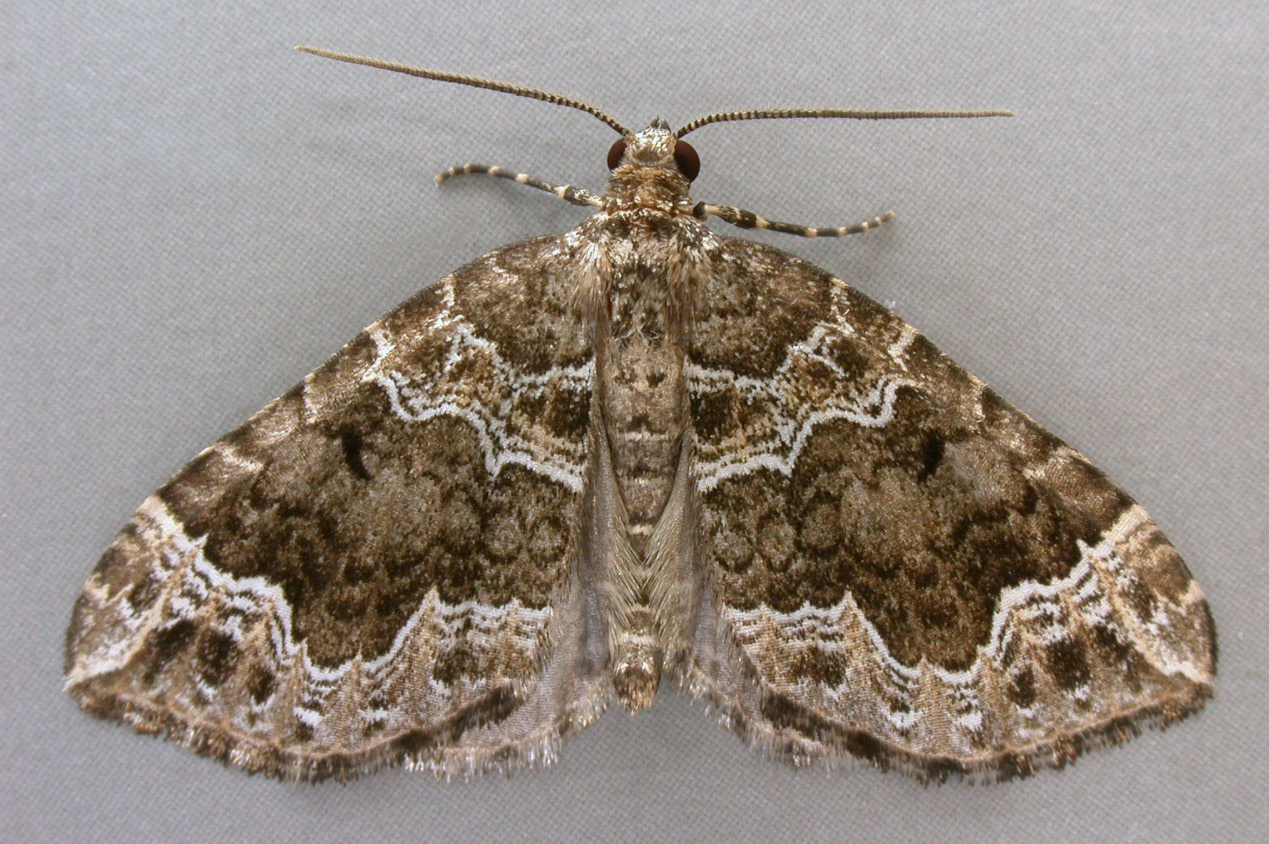
Imago fjäril
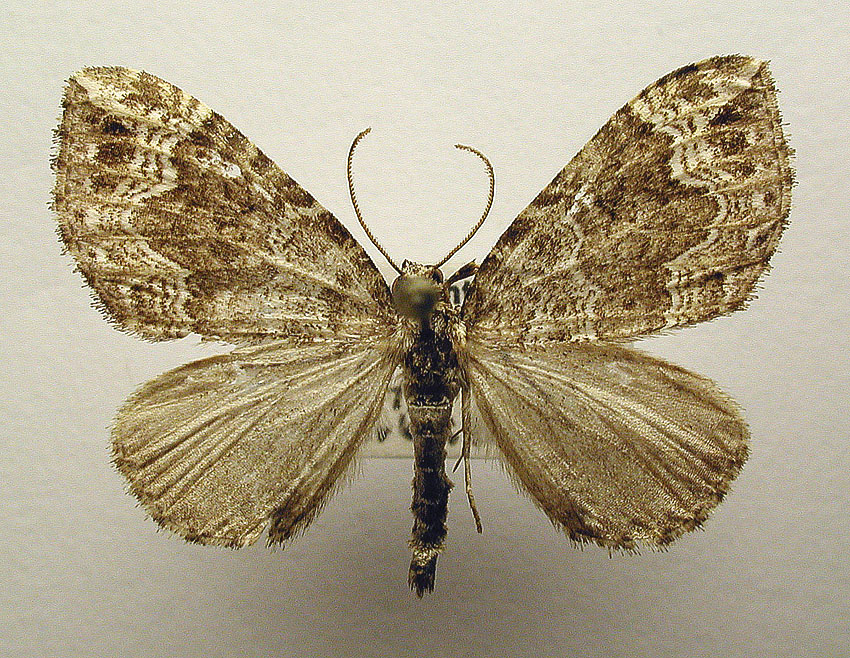
Preparerad (uppnålad) imago fjäril.